# Années 1900 en sociologie
Ci-dessous figurent les événements relatifs à la Sociologie survenus au cours des années 1900.

## 1901

### Publications
- Benjamin Seebohm Rowntree, Poverty, A Study of Town Life

### Naissances
- 13 février : Paul Lazarsfeld
- 13 avril : Jacques Lacan
- 16 juin : Henri Lefebvre
- 16 décembre : Margaret Mead

## 1902

### Publications
- Jane Addams, Démocratie et éthique sociale
- Pierre Kropotkine, L'Entraide, un facteur de l'évolution

## 1906

### Publications
- Leonard Trelawny Hobhouse, Morals in Evolution: A Study in Comparative Ethics
- Georges Sorel, Le Système historique de Renan, Paris, G. Jacques
- Georges Sorel, Réflexions sur la violence
- Georg Simmel, Kant und Goethe. Zur Geschichte der modernen Weltanschauung (Kant et Goethe. Sur l'histoire de la conception du monde moderne)
- Georg Simmel, Die Religion (La religion)
- Werner Sombart, Why is there no Socialism in the United States ?
- William Graham Sumner, Folkways
- Lester Frank Ward, Applied Sociology

### Naissances
- 6 juillet : René König, sociologue allemand († 21 mars 1992)
- Hannah Arendt philosophe politique allemand († 1975)

### Autres
- Lester Frank Ward devient président de l'Association américaine de sociologie